# Hohenzollern Denkmünze für Kämpfer 1848–1849
Die Hohenzollern Denkmünze für Kämpfer 1848–1849 ist ein am 23. August 1851 durch König Friedrich Wilhelm IV. gestiftetes Ehrenzeichen für Angehörige des preußischen Militärs und Beamte, „welche in den verschiedenen, im Jahre 1848 und 1849 vorgefallenen Gefechten ihre Treue bewährt haben“, also z. B. an den Kämpfen im Zusammenhang mit der Deutschen Revolution 1848/49 oder der Schleswig-Holsteinischen Erhebung 1849–1851 teilgenommen haben.
Die Medaille war eine einmalige Auszeichnung und nicht Bestandteil des Königlichen Hausordens der Hohenzollern. Verliehen wurde die Auszeichnung an Offiziere, Unteroffiziere, Soldaten, Militärärzte und Beamte. Voraussetzung dafür war ein mindestens 14-tägiger treuer Dienst auf Seiten des Königs (für Kämpfer inklusive Teilnahme an Gefechten) im In- und Ausland während der Zeit von März 1848 bis Oktober 1849.

## Aussehen
Die Denkmünze ist für Kombattanten und Nichtkombattanten eine runde Medaille aus Bronze mit gerillter angelöteter Öse mit Bandring. Der Diameter beträgt 30 mm, das Gewicht 14,6 g. Es kommen auch vergoldete Exemplare vor.
Die Vorderseite zeigt den Königlichen Hausorden der Hohenzollern mit Mittelschild bestehend aus Adler und Schriftring, die Umschrift im Ring lautet wie auch beim Hausorden VOM FELS ZUM MEER, was den geschichtlichen Weg der Hohenzollern veranschaulichen soll. Die Rückseite zeigt am Rand einen Schriftring mit der Umschrift SEINEN BIS IN DEN TOD GETREUEN KRIEGERN (der Variante für Nichtkombattanten fehlt der Schriftring). Weiterhin befinden sich im Innenkreis der Mitte zwei waagerechte Linien, dazwischen steht der Schriftzug FRIEDRICH / WILHELM IV, darüber 1848 und darunter 1849.